# Burton Richter
Burton Richter (født 2. marts 1931, død 18. juli 2018) var en amerikansk fysiker. Han ledede Stanford Linear Accelerator Center (SLAC) som var med til at opdage J/ψ meson i 1974, sammen med Brookhaven National Laboratory (BNL) som blev ledet Samuel Ting. Ting og Richter modtog sammen nobelprisen i fysik i 1976. Denne opdagelse var en del af novemberrevolutionen i partikelfysik. Richter ledede SLAC fra 1984 til 1999.